# Kar Kalbin
Kar Kalbin (arab. قعر كلبين) – wieś w Syrii, w muhafazie Aleppo. W 2004 roku liczyła 618 mieszkańców.